# Nampabius major
Nampabius major är en mångfotingart som beskrevs av Chamberlin 1925. Nampabius major ingår i släktet Nampabius och familjen stenkrypare. Inga underarter finns listade i Catalogue of Life.